# Kaptol

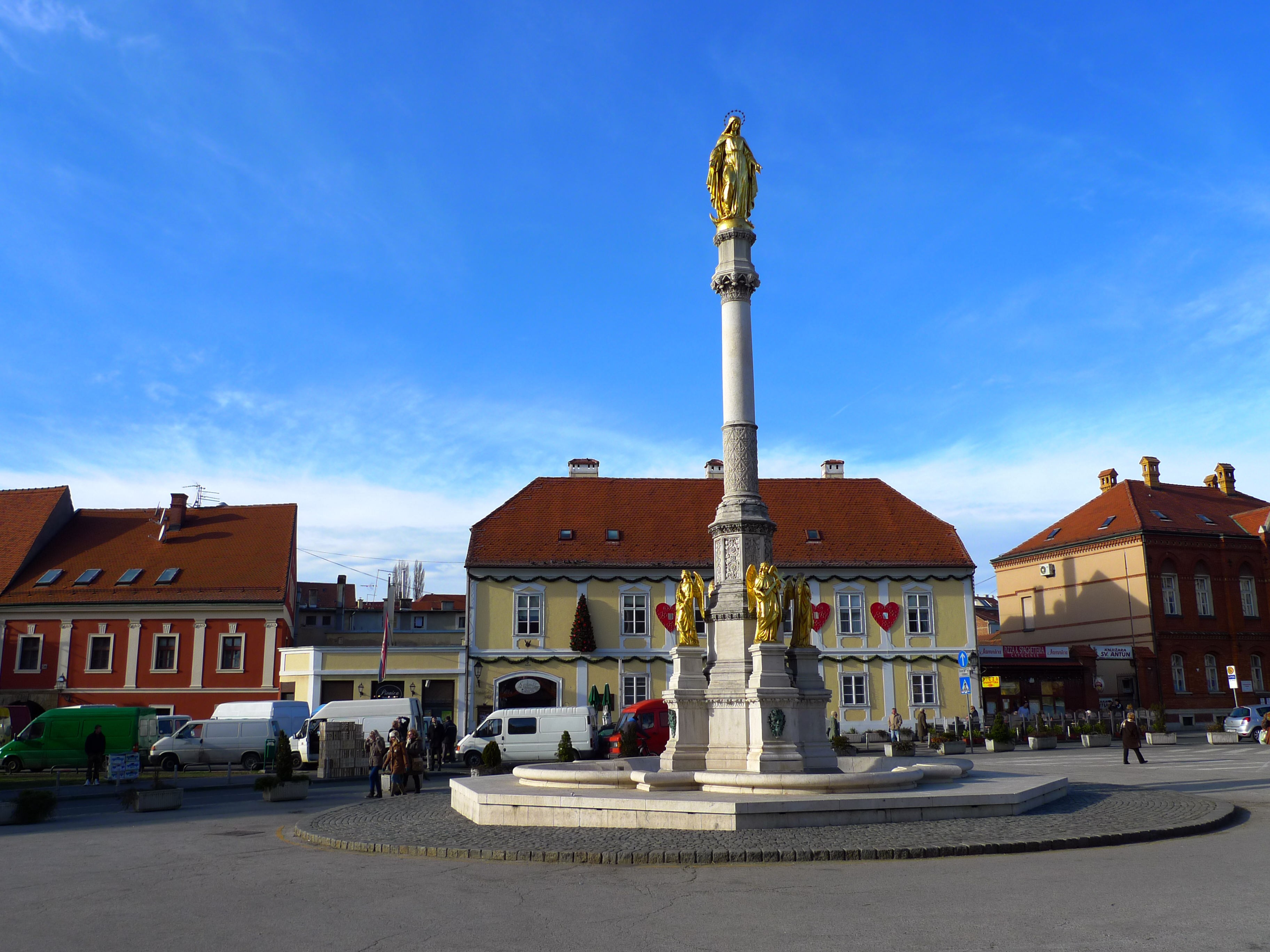
Heliga Marias kolumn med änglar och fontän.

Kaptol är en historisk bosättning och stadsdel i Zagreb i Kroatien. Tillsammans med Gradec utgör Kaptol idag den kroatiska huvudstadens historiska stadskärna som kallas för Övre staden (Gornji grad). Kaptol är säte för den romersk-katolska kyrkan i Kroatien och den romersk-katolska ärkebiskopen i Zagreb. 
Administrativt hör Kaptol till stadsdelen Gornji grad-Medveščak.

## Historia
Kaptols existens bekräftas i ett dokument från 1094 när den ungersk-kroatiska kungen Ladislaus I grundar Zagrebs ärkestift i Kaptol.
Katedralen som uppfördes 1217 kom att bli den dåtida bosättningens mest framträdande byggnad. 1263 kom den att skadas svårt i de tatariska räderna men återbyggdes. 
Som bosättning hade det medeltida Kaptol en osymmetrisk rektangulär form. Det saknade ett adekvat försvarsverk och skyddades av palissader som förstördes och återuppfördes upprepade gånger. 1469-1473 uppfördes försvarsmurar av sten och murbruk. Prišlintornet är det bäst bevarade objektet från det forna försvarsverket. 
Kaptols historia präglas även av de konflikter som fortgick under medeltiden med den närliggande bosättningen Gradec. De båda bosättningarna låg bredvid varandra på två olika höjder separerade av ån Medveščak. Konflikterna handlade om kontrollen över de vattenkvarnar som de båda bosättningar var beroende av.
Sedan osmanerna 1493 försökt att inta Sisak söder om Zagreb men misslyckats lät Zagrebs biskop uppföra ett försvarsverk runt katedralen och sin bostad. Detta försvarsverk uppfördes 1512-1520 och bestod av defensiva murar och torn. Bortsett från delen framför katedralen står detta försvarsverk kvar.        

## Arkitektur och stadsbild
Flera byggnader i Kaptol har anknytning till den romersk-katolska kyrkan. Den centrala byggnaden är Zagrebs katedral som uppfördes 1217. Framför katedralen står Heliga Marias kolumn med änglar och fontän. Skulpturen skapades 1865 av Anton Dominik Fernkorn. Fontänen är ett verk av Hermann Bollé och tillkom 1880-1882.

### Byggnader
- Zagrebs katedral
- Sankt Franciskus kloster och kyrka
- Sankta Marias kyrka
- Kaptols kurier
- Ärkebiskopens palats
- Kaptols murar

### Platser
- Dolacmarknaden

### Offentlig konst
- Heliga Marias kolumn med änglar och fontän

### Fotnoter
1. ↑  Gračanin, Hrvoje; Nikolić Jakus, Zrinka; Grgin, Borislav; Štefanec, Nataša; Petrić, Hrvoje; Roksandić, Drago; Grijak, Zoran; Regan, Krešimir;  et al.. ”Povijest grada Zagreba - Od prethistorije do 1918.” (på kroatiska) ( PDF). Novi Liber. http://bib.irb.hr/datoteka/616758.Zagrebacko_podrucje_do_osnutka_Biskupije.pdf. Läst 20 januari 2014.
2. ↑  Zagreb-touristinfo.hr - Zagrebs turistförening (engelska)